# Metamorf kőzetek

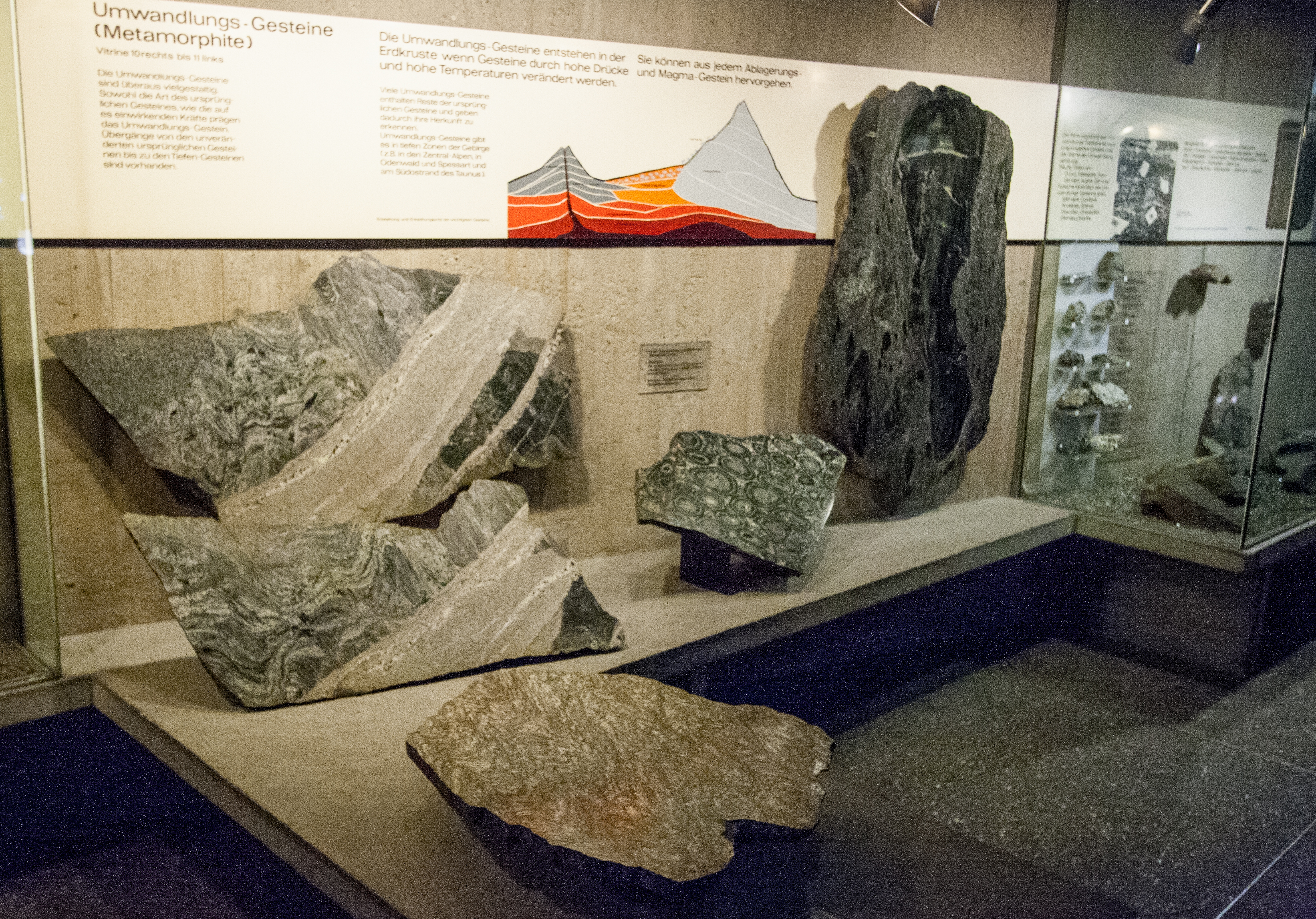
Metamorf kőzetek a frankfurti Senckenberg Naturmuseumban

A metamorf kőzetek vagy más néven metamorfitok korábban kialakult kőzetek szilárd fázisú átkristályosodásával, azaz metamorfózisával képződő, speciális szerkezeti és kőzetszöveti bélyegekkel jellemezhető, átalakult kőzetek. Kiindulási anyaguk lehet magmás-, üledékes- vagy korábban már metamorfizált kőzet. Tanulmányozásukkal a metamorf kőzettan  tudománya foglalkozik.

## A metamorf kőzetek szerkezete, szövete és fáciese
A földkéregben a metamorf folyamatok hatására, az átkristályosodás mellett, megváltozik a kőzetek eredeti (relikt) és újonnan keletkező metamorf ásványainak irányítottsága, geometriai elrendeződése, azaz a kőzet szerkezete, illetve szövete is. Ez a jelenség többnyire a fellépő irányított nyomásnak (pstressz) tudható be. A metamorf kőzetek tanulmányozása során a fázisváltozások (az ásványok átalakulásának) nyomonkövetése és a szerkezeti bélyegek tanulmányozása egyforma jelentőségű, mert az utóbbi jellemvonások fontos információkat nyújtanak arról a földtani környezetről (tektonikai helyzetről), melyben az adott kőzet kialakult.

### Szerkezet
Szerkezeten a kőzettömeg részeinek rendezettségét értik a geológusok. Mikro-, mezo- és mega előtaggal használandó, amely a leírt jellegzetesség mérettartományától függ. A mikro- használatos vékonycsiszolat méretben, a mezo- kézipéldány vagy kibukkanás méretben, a mega- feltárás és annál nagyobb méretben.
A metamorf folyamatok során a következő szerkezeti bélyegek alakulhatnak ki a különféle kőzetekben:
- sáv, réteg – közel párhuzamosan elhelyezkedő, oszlopos-táblás kőzettestek sorozata
- foliáció – az egész kőzettestet átható, ismétlődő, bármilyen sík szerkezeti jelleg; egy adott kőzettestben többféle irányú és jellegű foliáció fordulhat elő; a foliáció meg is gyűrődhet vagy el is csavarodhat:
  1. centiméteres vagy ennél kisebb rétegesség-sávosság
  2. nem izometrikus ásványszemcsék (például csillámok) kitüntetett síkokba való rendeződése
  3. lencsés szemcsehalmazok kitüntetett síkokba való rendeződése

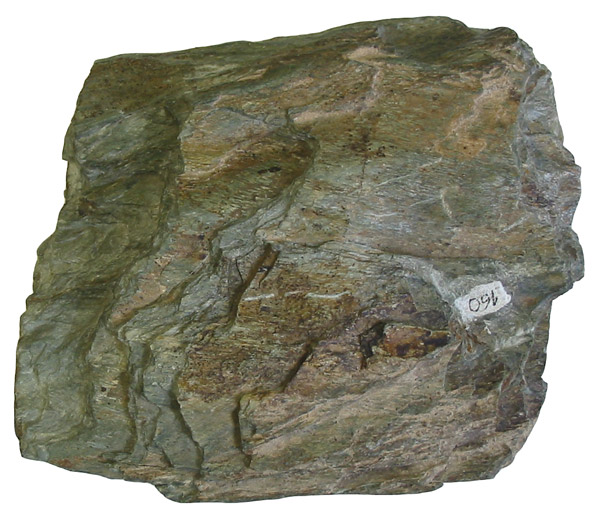
Kloritpala

- palásság – foliáció egy típusa, melyet deformáció és/vagy átkristályosodás hoz létre; hatására a nem izometrikus ásványok (például csillámok, agyagásványok) egy meghatározott irányba rendeződnek
- klivázs – foliáció egy típusa; párhuzamos, sűrűn elhelyezkedő, finomszemcsés anyagból álló felületek sorozata, melyet deformáció hoz létre, illetve e mentén a kőzettest előszeretettel elválik
- gneiszes szerkezet – kézipéldány méretben előforduló foliáció típus, amit deformáció és átkristályosodás hoz létre; jellegzetességei:
  1. szabálytalan- vagy gyengén meghatározható rétegesség-sávosság,
  2. ásványszemcsék szem alakú vagy lencsés aggregátumai,
  3. a nem izometrikus ásványszemcsék csak gyengén kifejlődött palásságot határoznak meg
- lineáció – bármilyen ismételten előforduló, egész kőzettestet átható, lineáris szerkezeti jelleg (például nyúlt ásványszemcsék, -aggregátumok irányba rendeződése, deformált kavicsok sorbarendeződése, két foliáció metszete)
- litoklázis – egyszerű és kis méretű (<1 cm) törés a kőzetben, utólag ásványokkal kitöltődhet
- kataklázis – kőzetdeformáció, mely törés, rotáció (forgás) és súrlódással együttjáró csúszás kombinációjával jön létre; a folyamat során változó méretű és általában szögletes ásvány- és kőzettöredékek alakulnak ki

### Szövet
A kőzettömeg részeinek kitüntetett iránya, annak fajtája és foka. A kifejezés elsősorban ásványszemcsék vagy szemcsecsoportok kristálytani és/vagy alaki irányítottságának leírására használandó, de mezo- és mega mérettartományban is lehet alkalmazni.
A tisztán metamorf, krisztalloblasztos szövettípusok elnevezését a "-blasztos" (csíra, görög szóból) utótaggal képzik. Leggyakoribb típusai a következők:
- granoblasztos – a kőzet uralkodóan izometrikus szemcsékből áll (például kvarc, albit)
- nematoblasztos – a kőzet uralkodóan oszlopos termetű szemcsékből áll (például amfibol, epidot), melyek általában közel egy síkban helyezkednek el
- fibroblasztos – a kőzet uralkodóan tűs-szálas szemcsékből áll (például aktinolit)
- lepidoblasztos – a kőzetben uralkodók az orientáltan elhelyezkedő pikkelyes ásványok (például muszkovit, biotit, klorit)
- porfiroblasztos – nagyméretű, idiomorf ásványok, ún. porfiroblasztok (például gránát, sztaurolit) helyezkednek a finomszemcsés mátrixban
- poikiloblasztos – nagyméretű elegyrészek sok zárványt tartalmaznak

A tisztán metamorf szövettípusok mellett léteznek relikt szövettípusok is, melyekben az eredeti magmás vagy üledékes kőzetek szöveti bélyegei még felismerhetők. Ilyen esetekben a "meta-" előtagot használják a kőzet, és a "blaszto-" előtagot a szövet megnevezésekor: például metaandezit és blasztoporfíros.
A metamorfózis során a metamorf események több fázisban mehetnek végbe, melyek során új ásványok képződnek, illetve az ásványok tektonikus hatásra deformálódnak. Az ásvány kristályosodása és deformációk egymásutánisága alapján az ásvány megjelenése háromféle lehet:
1. pretektonikus (prekinematikus): a kristályosodás megelőzi a deformációt,
2. szintektonikus (szinkinematikus): a kristályosodás és a deformáció egyidőben megy végbe,
3. poszttektonikus (posztkinematikus): a kristályosodás a deformáció után megy végbe.

Nagyobb metamorf fokú átalakulások során granoblasztos-poligonális szövet alakul ki, melyre jellemző a nagy fokú stabilitás. Az általában egyenes szemcsehatárok közel 120°-os szögben érintkezve ún. hármas pontot alkotnak. Az ilyen szövetű kőzetek egyensúlyi átkristályosodás révén keletkeznek.
Nyírási zónákban előforduló kvarcitokban és kvarc-földpát kőzetekben gyakran megfigyelhető átalakulás az alszemcsék kialakulása. A nagyméretű kvarc vagy földpát porfiroklasztokat az azok anyagából átkristályosodott, finomszemcsés új szemcsékből álló aggregátum veszi körül. Ritkábban dinamikus átkristályosodást szenvedett amfibolitokban és eklogitokban is előfordul. Ezekben az esetekben az amfibol illetve a monoklin piroxén alszemcsékre történő átkristályosodása figyelhető meg.

### Fácies
A metamorf kőzetek fáciese, azaz keletkezési körülményeik összessége csak a hőmérséklettől és a nyomástól függ. Azonos nyomás és hőmérséklet mellett a kémiai egyensúly elérésekor csak meghatározott ásványtársulás jöhet létre. Ezért ezen ásványtársulások és jellemző kőzetek nevei adják a fáciesek neveit.

#### Kisnyomású zóna
150 000 000 Pa (150 MPa) alatti kisnyomású zónában a hőmérséklet emelkedésével a következő fácieseket különböztetjük meg:
- albit–epidot–szaruszirt fácies;
- amfibol–szaruszirt fácies;
- piroxén–szaruszirt fácies;
- szandinit fácies.

Az utolsó már lávák hőmérsékletén jellemző. A kis nyomás kis mélységet is jelent, így a lehűlés gyors, ezek a metamorfitok nem érik el a kémiai egyensúly állapotát. Ezért ezen kisfokú metamorfitok jellemző ásványtársulása még a kiinduló kőzet összetételétől függ.

#### Közepes nyomású zóna
150 000 000 Pa–400 000 000 Pa (150–400 MPa) nyomású közepes zónákban történik az üledékek diagenezise (kőzettéválás). A diagenezis és a metamorfózis között folytonos az átmenet, a metamorfizálódás kezdetét a palásodás jelzi. A különböző zeolitok megjelenései jelzik a nyomás növekedését, ezért ezeket „zeolit fácies” néven is ismerik.
- laumontit fácies
- heulandit–albit fácies
- pumpellyit–prehnit fácies, 350–400 °C között.
- zöldpala fácies, 400–450 °C között. Átmeneti fácies, 300 000 000 Pa–600 000 000 Pa (300–600 MPa) között. Jellemző ásványai az albit, klorit, epidot. Emellett biotit és aktinolit is megjelenik.

#### Nagy nyomású zóna
400 000 000 Pa–1 200 000 000 Pa (400–1200 MPa) között már csak a regionális metamorfózis zónái vannak:
- zöldpala fácies
- kékpala fáciesek:
  - lawsonit–glaukofán fácies (nagy nyomás, viszonylag alacsony hőmérséklet, 450 °C alatt), lawsonit, albit, kalcit, aragonit, glaukofán, klorit.
  - amfibolit fácies (nagy nyomás, 450–650 °C hőmérséklet), amfibol, andezin
  - granulit fácies (az amfibolit fáciessel megegyező nyomás és magasabb hőmérséklet), piroxének, szillimannit, disztén, gránát, ortoklász
  - eklogit fácies (az amfibolit fáciessel megegyező hőmérséklet és nagyobb nyomás), omfacit, eklogit-gránát, diopszid, bronzit, olivin, rutil, gyémánt

## A metamorf kőzetek ásványos összetétele

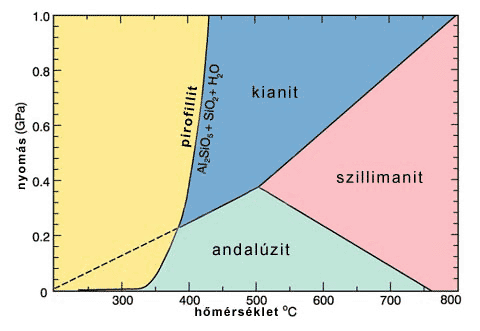
Az Al_{2}SiO_{5} polimorf módosulatok stabilitási tartománya a nyomás és hőmérséklet függvényében

Az olyan ásványfajokat, melyek csak közepes vagy nagy fokú metamorfózis során képződnek metamorf ásványoknak nevezik. Ilyenek például az Al2SiO5 polimorf módosulatai (kianit, andaluzit, szillimanit), a sztaurolit, a cordierit, a jadeit és az omfacit (piroxének), a glaukofán (amfibolok), és egyes gránátféleségek stb. A földkéregben jelentős és uralkodó mennyiségben előforduló kvarc és földpátok széles nyomás- és hőmérséklet tartományban stabilak, ezért jelenlétük vagy hiányuk a metamorf folyamatok tekintetében nem szignifikáns.
A metamorfitok ásványos összetétele alapvetően függ a kiindulási kőzet ásványos-, illetve kémiai összetételétől, melyek alapján a metamorfózis szempontjából hat csoportba sorolhatók be:
ultramafikus, mafikus, pelites (agyagos), karbonátos, kvarc- és kvarc-földpát kőzetek.
A karbonátok metamorfózisa révén márvány vagy szkarn, a homokkövekből kvarcit keletkezik. Bázisos magmás kőzetekből (például bazaltból) a nyomás és hőmérséklet emelkedésével zöldpala vagy zöldkő, amfibolit, majd eklogit képződik. Az agyagos kőzetek hasonló átalakulási sora: agyagpala, fillit, kristályos pala, gneisz, (migmatit) sorozat. Utóbbi esetben a metamorfózis előrehaladtával az ún. indexásványok megjelenésének sorrendje a következő (Barrow zónák): klorit, biotit (kisfokú metamorfózis) – gránát (almandin), sztaurolit, kianit (közepes fokú metamorfózis) – szillimanit (nagy fokú metamorfózis). Az alacsonyabb nyomáson végbemenő metamorf sort a sztaurolit, cordierit, andaluzit, szillimanit ásványsorozattal jellemezhető (Buchan-sorozat).

## A metamorf kőzetek osztályozása és elnevezése
A metamorf kőzetek rendszerezése és elnevezése során az ásványos összetétel és a makroszkóposan látható szerkezet a két legfontosabb jellemvonás, melyet figyelembe vesznek, de a kémiai összetétel és az eredeti kőzet jellege is fontos tényező lehet. Ezeken túlmenően több jól definiált, speciális elnevezés is létezik a nevezéktanban, ami egyértelművé teszi a kőzettípus besorolását és azonosítását.
A metamorf kőzetek neve egy alapnévből és előtagok sorozatából áll. Az alapnév lehet az ásványos összetételből képzett (például amfibolit), vagy a szerkezetből adódó (például gneisz, ld. gneiszes szerkezet). Az előtag jellegzetes szerkezetre utalhat (például gyűrt gneisz) vagy pontosítja az ásványos összetételt (például epidot-tartalmú gránátamfibolit).
A metamorf kőzetekalkotó ásványokat a következők szerint osztályozzák:
- főelegyrészek – mennyiségük 5 tf% feletti; ásványneveiket a kőzetnév előtt tüntetik fel (pl.: gránát-sztaurolit gneisz, melyben több a sztaurolit, mint a gránát)
- kis mennyiségű elegyrészek – mennyiségük 5 tf% alatti; ásványneveiket a kőzetnév előtt tüntetik fel, az ásvány neve után a "-tartalmú" képzővel (pl.: rutil-ilmenit tartalmú gránát-sztaurolit gneisz, melyben az ilmenit több, mint a rutil)
- kritikus ásvány (vagy ásványegyüttes) – jelenléte vagy hiánya a kőzet eltérő nyomás és/vagy hőmérséklet viszonyok közötti képződésére utal; lehet fő- vagy kis mennyiségű elegyrész is

Ha egy metamorf kőzet térfogatának több, mint 75%-át egyetlen ásvány alkotja, akkor az elnevezését az ásványnévből kell képezni úgy, hogy ahhoz az "-it" utótagot kell hozzáilleszteni (például glaukofanit, ha ugyanez a kőzet palás szerkezetű, akkor palás glaukofanitként kell elnevezni).
Azoknál a kőzeteknél, melyeknél az eredeti kőzet szöveti bélyegei és/vagy ásványai még felismerhetők meta- előtagot illesztenek (például metagabbró). Az orto- vagy para- előtag akkor használatos, ha egyértelművé akarják tenni a metamorf kőzet üledékes (para-) vagy magmás (orto-) eredetét (például ortogneisz, paragneisz).
A metamorf kőzetek besorolásának és elnevezésének alapja lehet alkotórészeik (ásványok, aggregátumok, rétegek-sávok stb.) jellemző elrendeződése is (szerkezet alapú elnevezés). Ezt akkor alkalmazzák, ha a kőzet szerkezete alapján egyértelműen besorolható az adott kőzetcsoportba; ilyenek kőzetnevek például a gneisz, kristályos pala, szirt stb.
Speciális elnevezést akkor kap a metamorf kőzet, ha az ásványos összetétele és a kőzetszövete alapján egyértelműen besorolható az adott kőzettípusba; ilyenek kőzetnevek például zöldpala, granulit, szkarn stb. A diszlokációs metamorfózis, valamint az impakt metamorfózis során képződő kőzeteket kizárólag speciális névvel illetik (például milonit, suevit).

## Metamorf kőzettípusok

### Szerkezet alapján elnevezett kőzettípusok
gneisz, kristályos pala, csillámpala, fillit, zsindelypala, szirt

### Erősen deformált kőzettípusok
milonit, kataklázit, vetőbreccsa, vetőagyag, pszeudotachylit

### Speciális elnevezéssel megjelölt kőzettípusok
zöldpala, zöldkő, kékpala, amfibolit, granulit, eklogit, fehérpala, márvány, ofikalcit, cipolino, predazzit, szkarn, szaruszirt, buchit, halleflinta, erlán, rodingit, kvarcit, szerpentinit, migmatit, impaktit

## Magyarország metamorf kőzetei

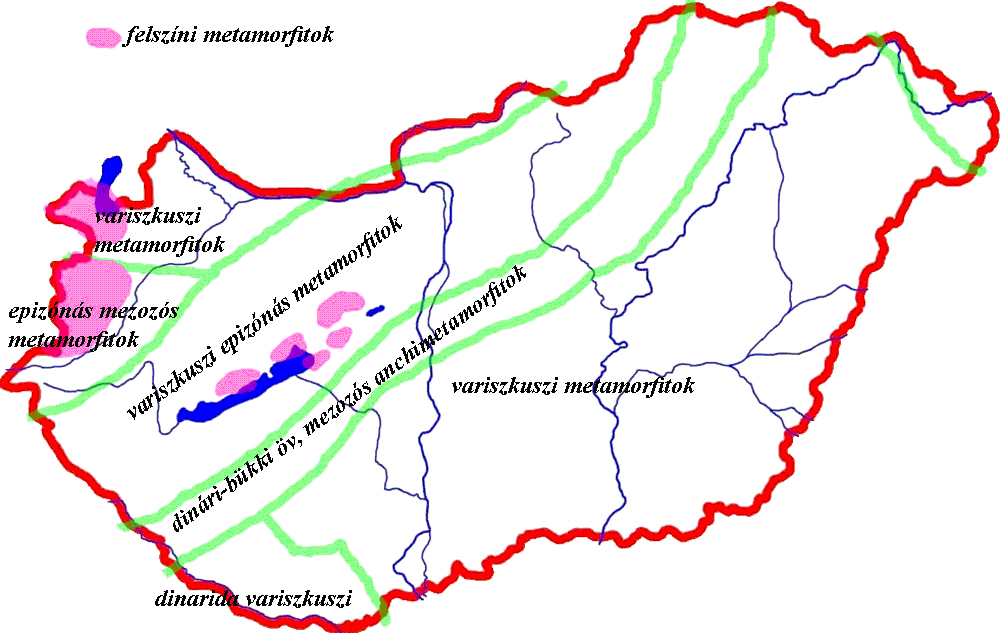
Magyarország metamorf kőzeteinek áttekintése